# Tiefdruck-Musik
Tiefdruck-Musik is een Duits platenlabel uit Hamburg. Het focust zich vooral op harde gitaarmuziek als metal, hardcore, thrash, hardrock, industrial en gothic.
Het label werd in 1998 opgericht als platform voor compilatiealbums met nummers van onbekende, lokale muzikanten. De eerste vier cd's omvatten onder meer de eerste publicaties van de Hamburgse band 4Lyn.
Begin 2004 sloot Tiefdruck een deal met Sony BMG Music Entertainment. Hun eerste uitgave was F.O.A.D., het debuutalbum van de band Mad Doggin'. Sinds juli 2005 maakt Tiefdruck onderdeel uit van Universal Music Group en bracht het tot op heden meer dan honderd albums uit.
Van 2008 tot 2010 stond de Nederlandse rockband Intwine onder contract bij Tiefdruck. Het bracht in 2009 hun vierde album Kingdom of Contradiction uit op het label.

## Artiesten
Tiefdruck-Musik heeft op dit moment de volgende artiesten onder contract:
- Adema
- Balboa Inn
- Black Bomb A
- Blind Myself
- Catharina Boutari
- Deadsy
- Devils Gift
- Die So Fluid
- Hot Rod Circuit
- Hutchinson
- Intwine
- Julien-K
- Limbogott
- Lluther
- Mad Doggin'
- M.A.N.
- Mnemonic
- Modulok
- Mongofünf
- Nemhain
- Onesidezero
- Re:Ignition
- Repulsed
- Scary Kids Scaring Kids
- Superbutt
- Tape
- Undercroft